# Juan de Flandes

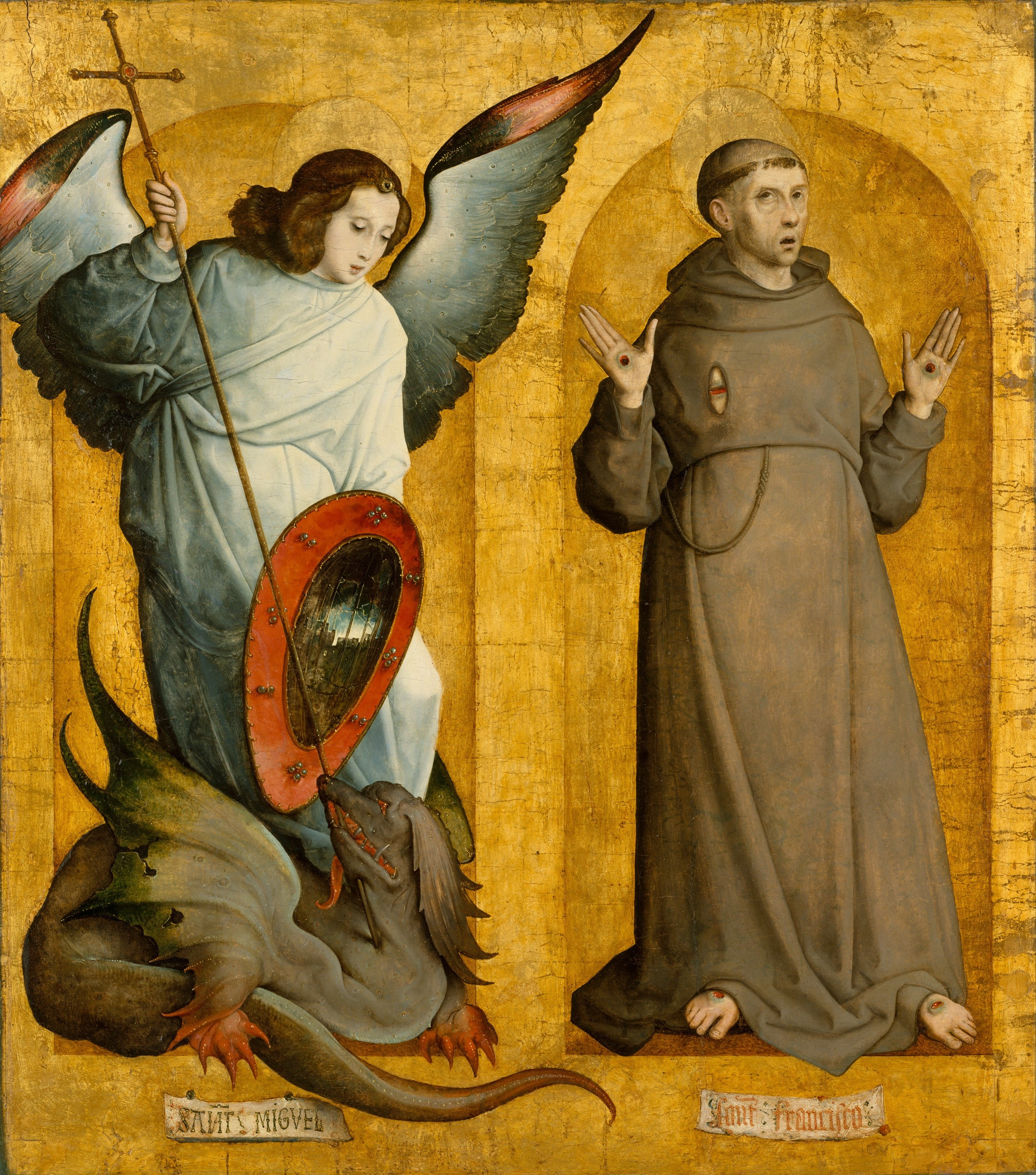
L'Arcàngel sant Miquel i sant Francesc d'Assís

Juan de Flandes (c. 1460 – 1519) va ser un pintor primitiu flamenc que va estar actiu a Espanya entre 1496 i 1519; el seu nom real és desconegut, tot i que la inscripció Juan Astrat al darrere d'una de les seves obres suggereix que podria haver-se dit "Jan van der Staat". També es pensa que podria tractar-se de Jan Sallaert, qui va esdevenir mestre a Gant el 1480.

## Vida i obra

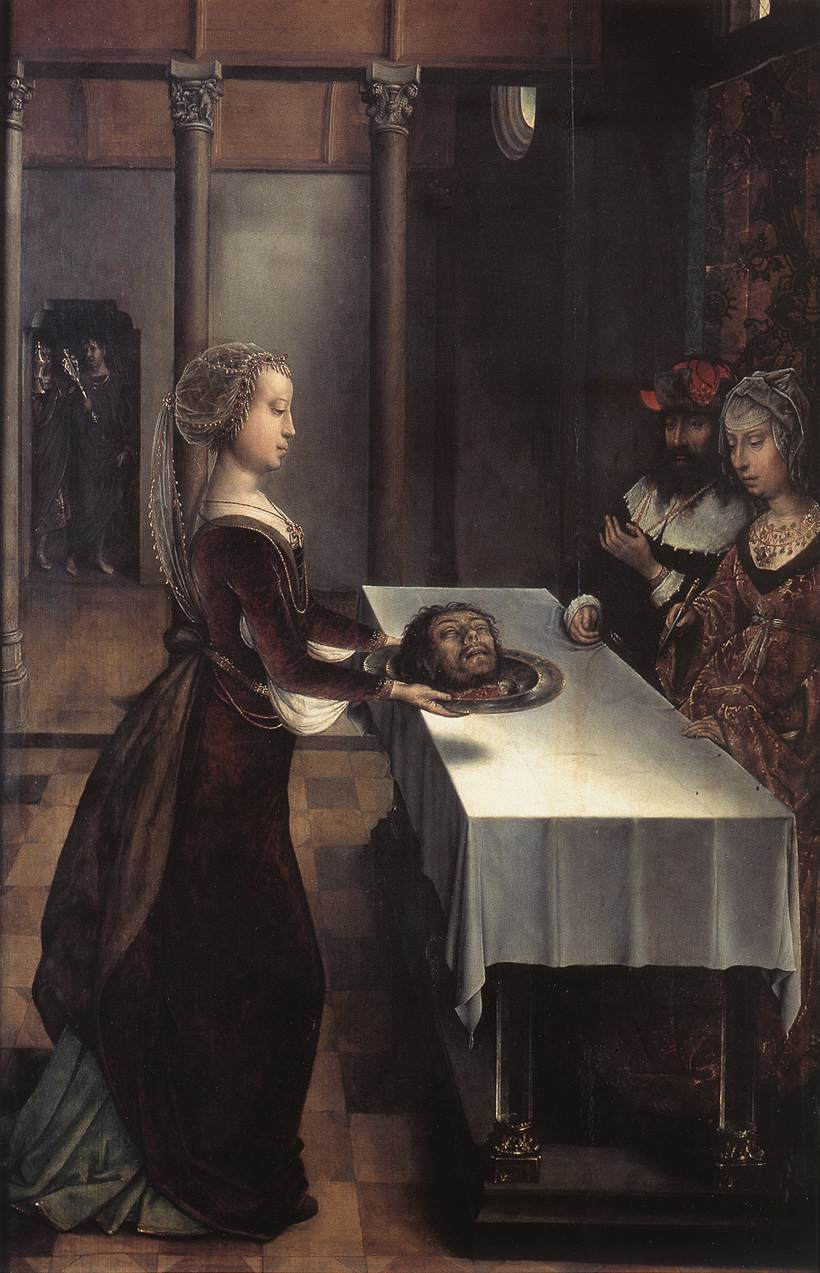
Salome amb el cap de Joan Baptista, c. 1496, ara al Museu Mayer van der Bergh d'Anvers

Va néixer al voltant de 1460 a Flandes (Bèlgica moderna), on va fer l'aprenentatge, molt probablement a Gant, per les semblances que tenen les seves obres amb les de Joos van Wassenhove, Hugo van der Goes i altres artistes de Gant. Només consta documentat després que esdevingués un artista de la cort de la reina Isabel I de Castella, on apareix esmentat per primer cop als comptes de 1496, i descrit com a "pintor de la cort" per 1498, va continuar al seu servei fins a la seva mort el 1504. Majoritàriament va pintar retrats de la família reial, però també la majoria d'un grup important de petites taules (21,3 x 16,7 cm) per a un políptic per a la reina, actualment dispersat amb el grup més gran de peces dins la col·lecció reial a Madrid.
Després de la mort d'Isabel el 1504 va realitzar obres eclesiàstiques per a les esglésies espanyoles, començant a Salamanca el 1505-1507; després es va instal·lar a Palència, on hi ha un gran retaule a la catedral de Palència. El desembre 1519, la seva dona és descrita com a vídua, la qual cosa permet situar a la vora d'aquest any la seva defunció. La majoria de la seva obra en col·leccions de fora d'Espanya corresponen al darrer període en què es va concentrar en temes religiosos. Els panells del gran retaule d'un església de Palència està actualment dividits entre el Prado i la Galeria Nacional d'Art, Washington, amb quatre cadascú.
El seu treball mostra l'estil dels primitius flamencs de Gant  adaptat al paisatge i gust espanyol, especialment els requerits per a grups d'escenes per a retaules. Els seus colors són refinats, "amb una preferència pels tons àcids", amb una composició que "mentre que la seva sensació d'espai i llum és sofisticat, té una tendència a dividir l'espai en una successió de plans prims convertint les seves obres tardanes en un avançament del manierisme".

## Pintures

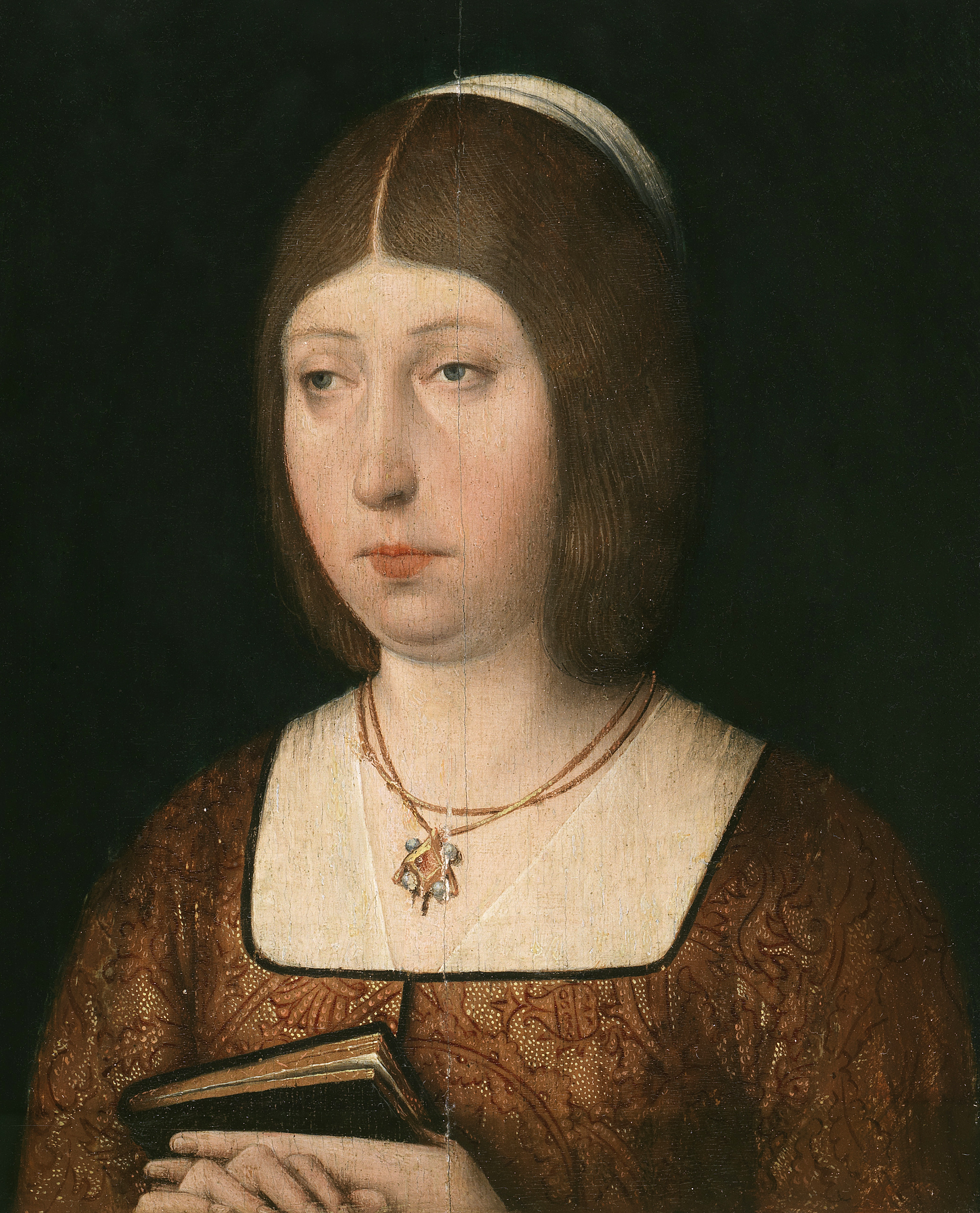
Isabel I de Castella
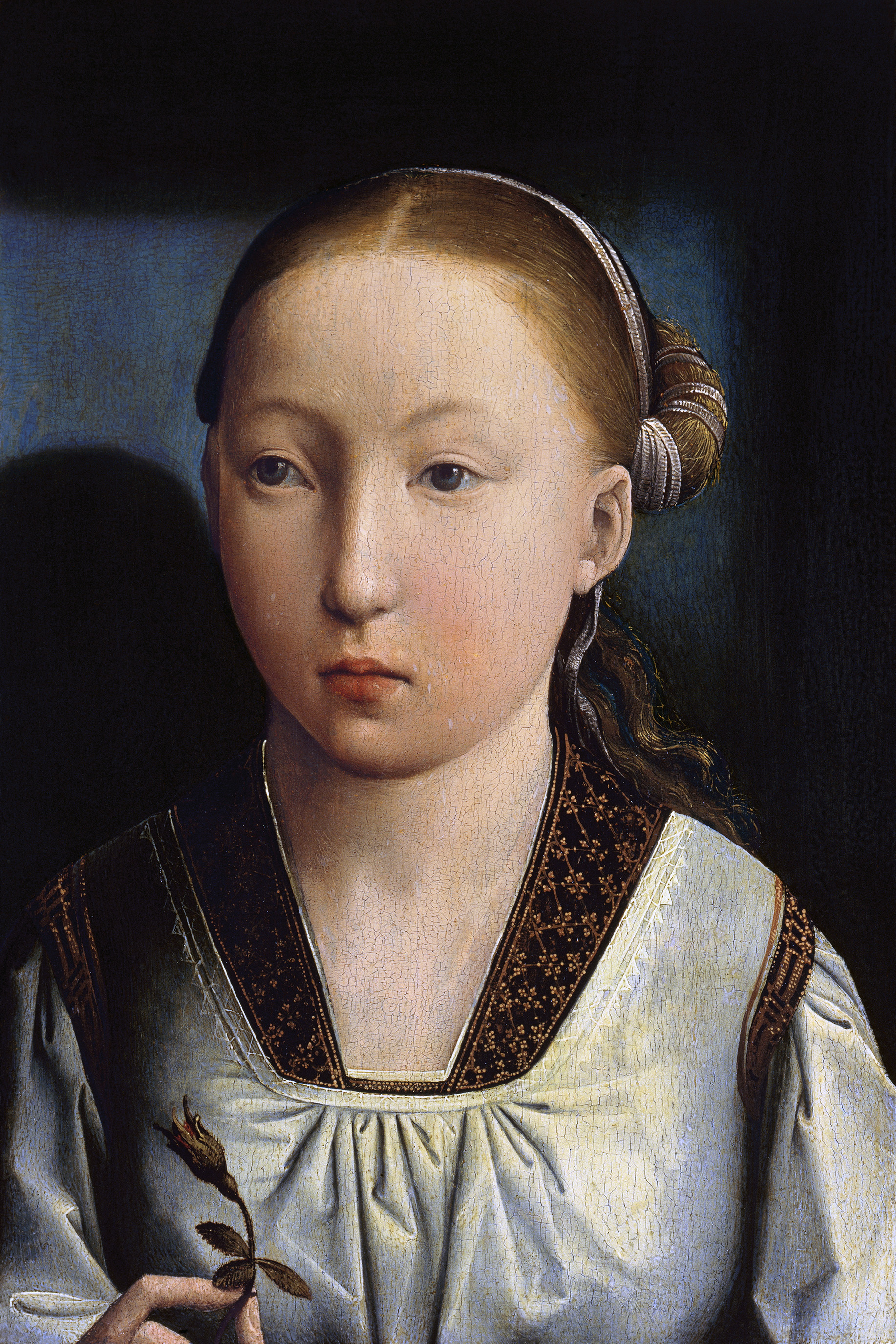
Caterina d'Aragó
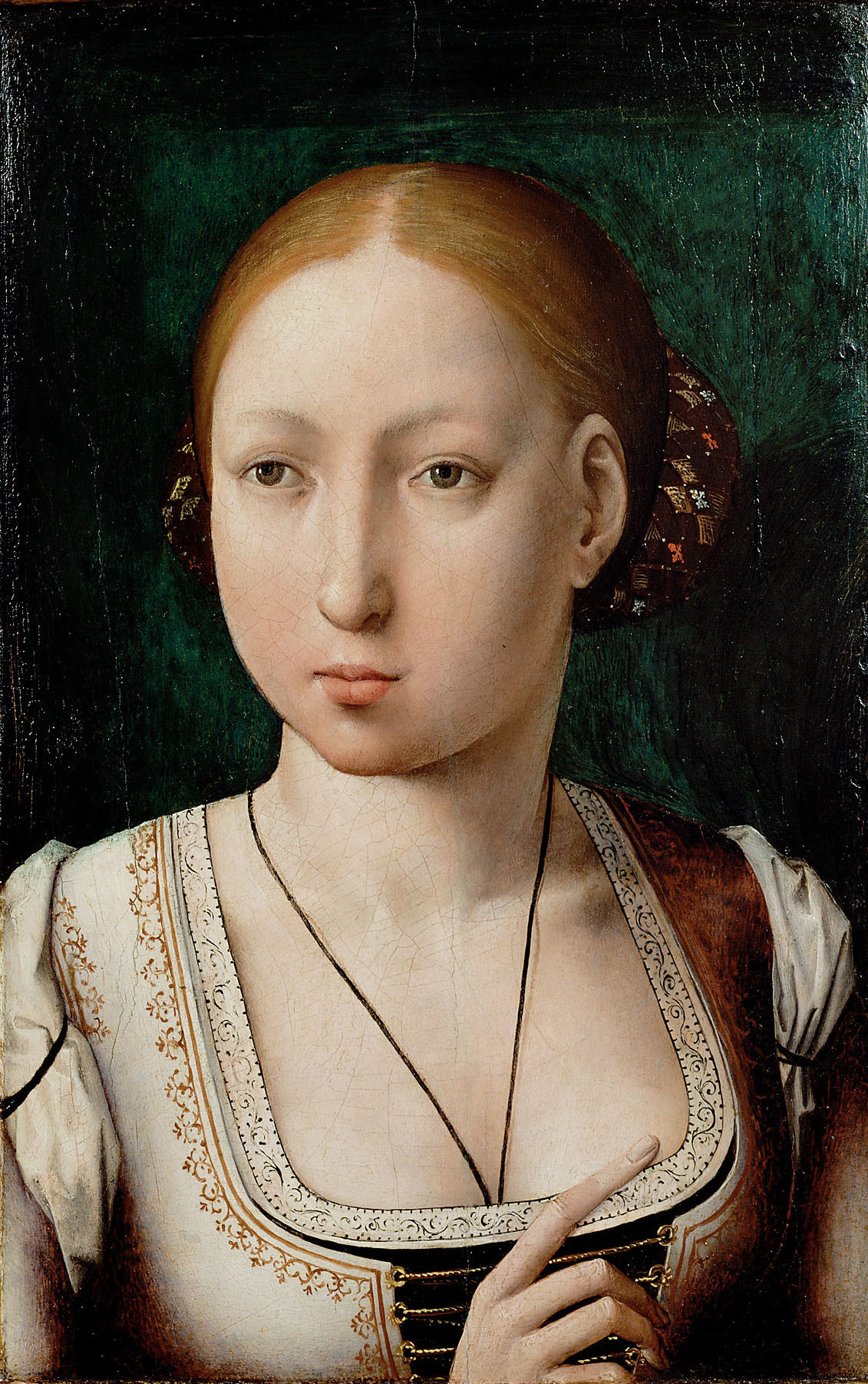
Joana la Boja
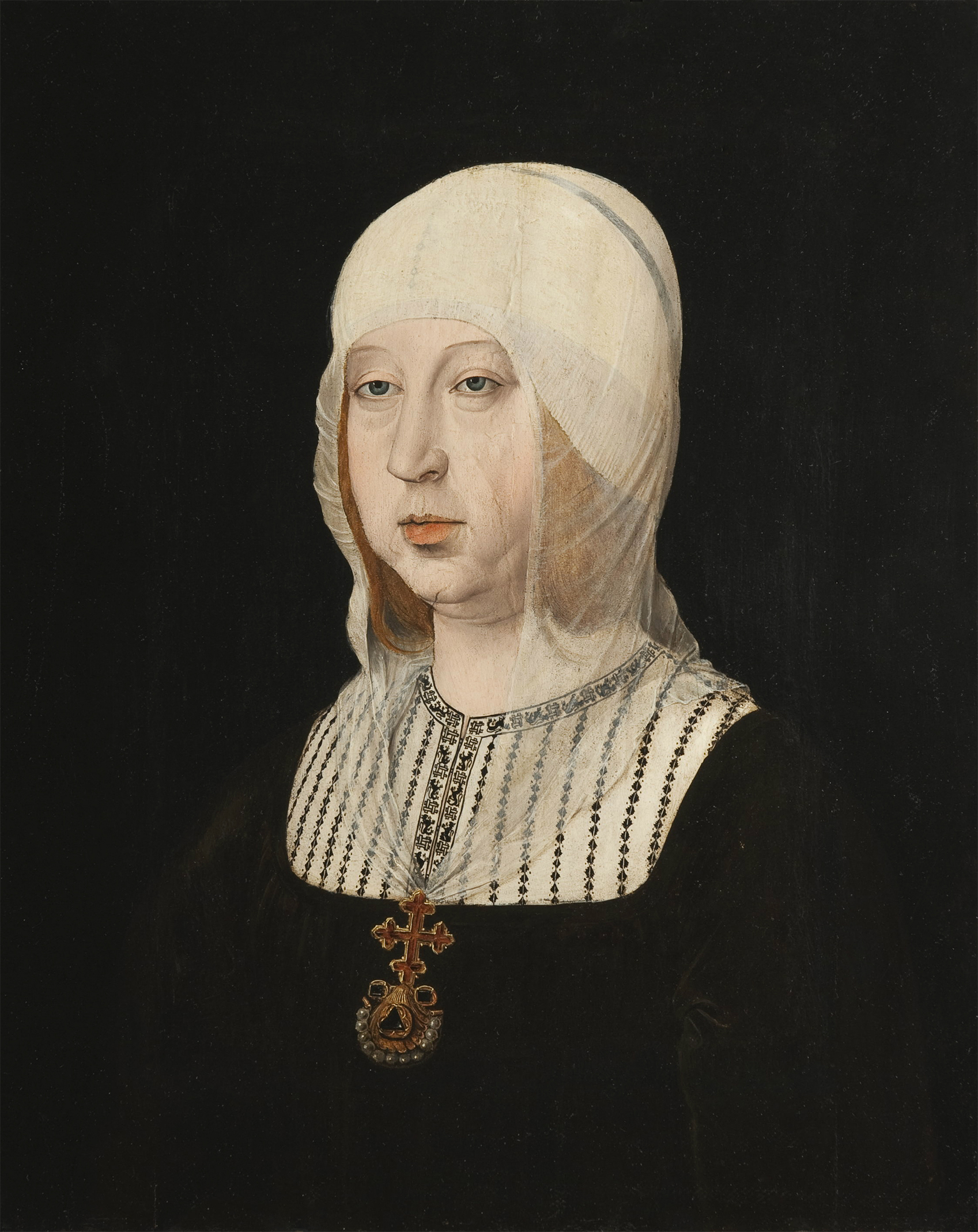
Isabel I de Castella
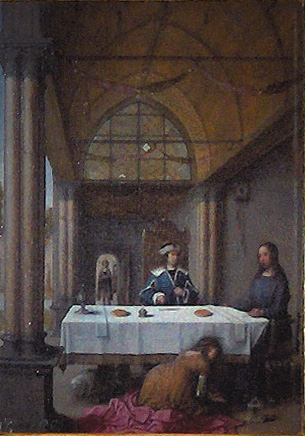
Sopar a Casa de Simó el fariseu (c. 1496-1504); Palau Reial de Madrid (part d'un poliptic d'Isabel de Castella)
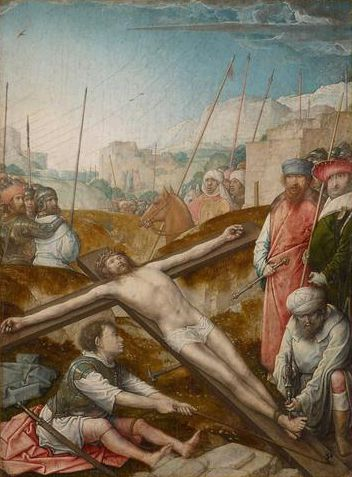
Crist clavat a la Creu, Viena, també d'un políptic
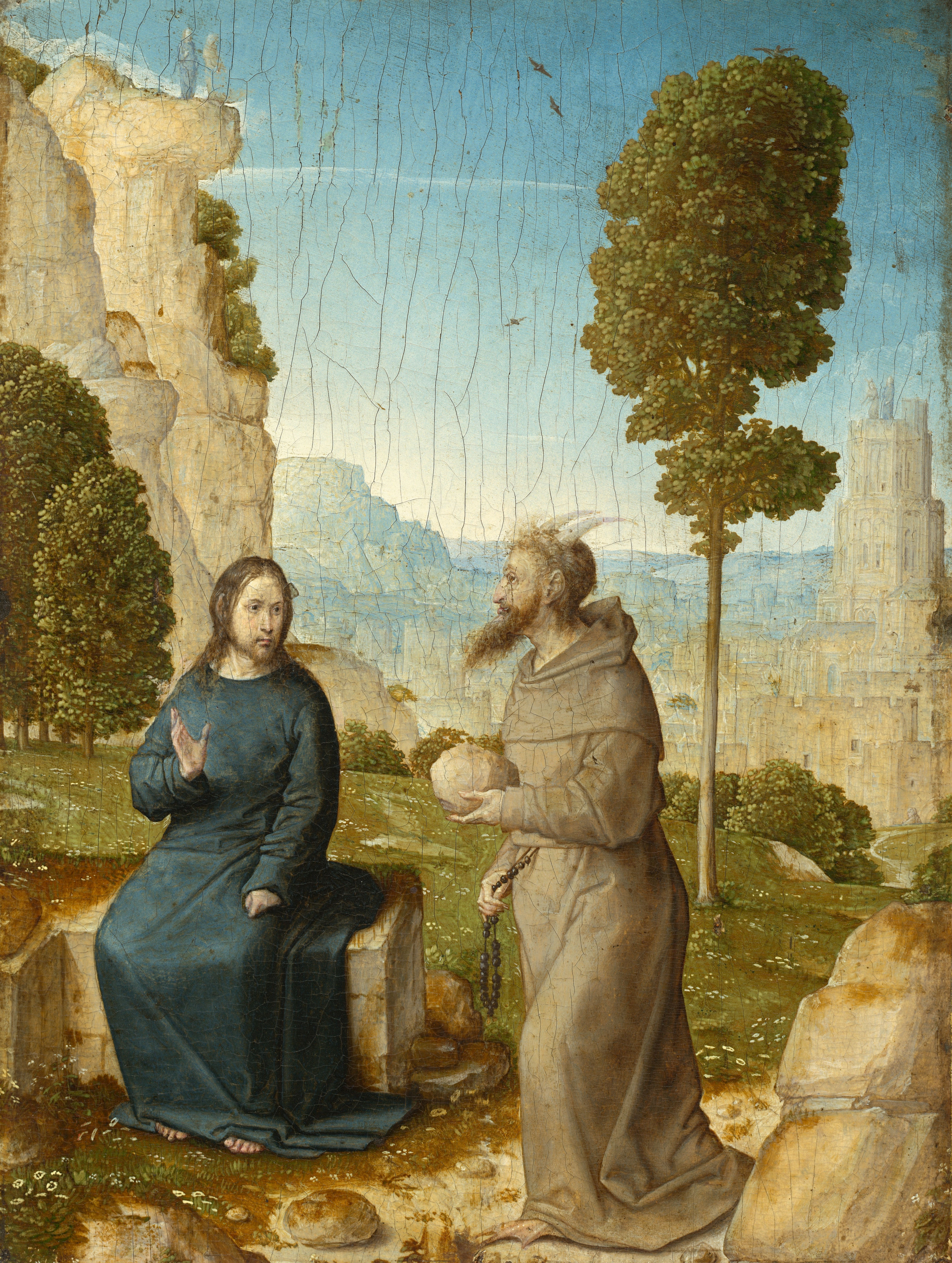
Temptació de Crist en el desert, National Gallery of Art, Washington, també d'un políptic
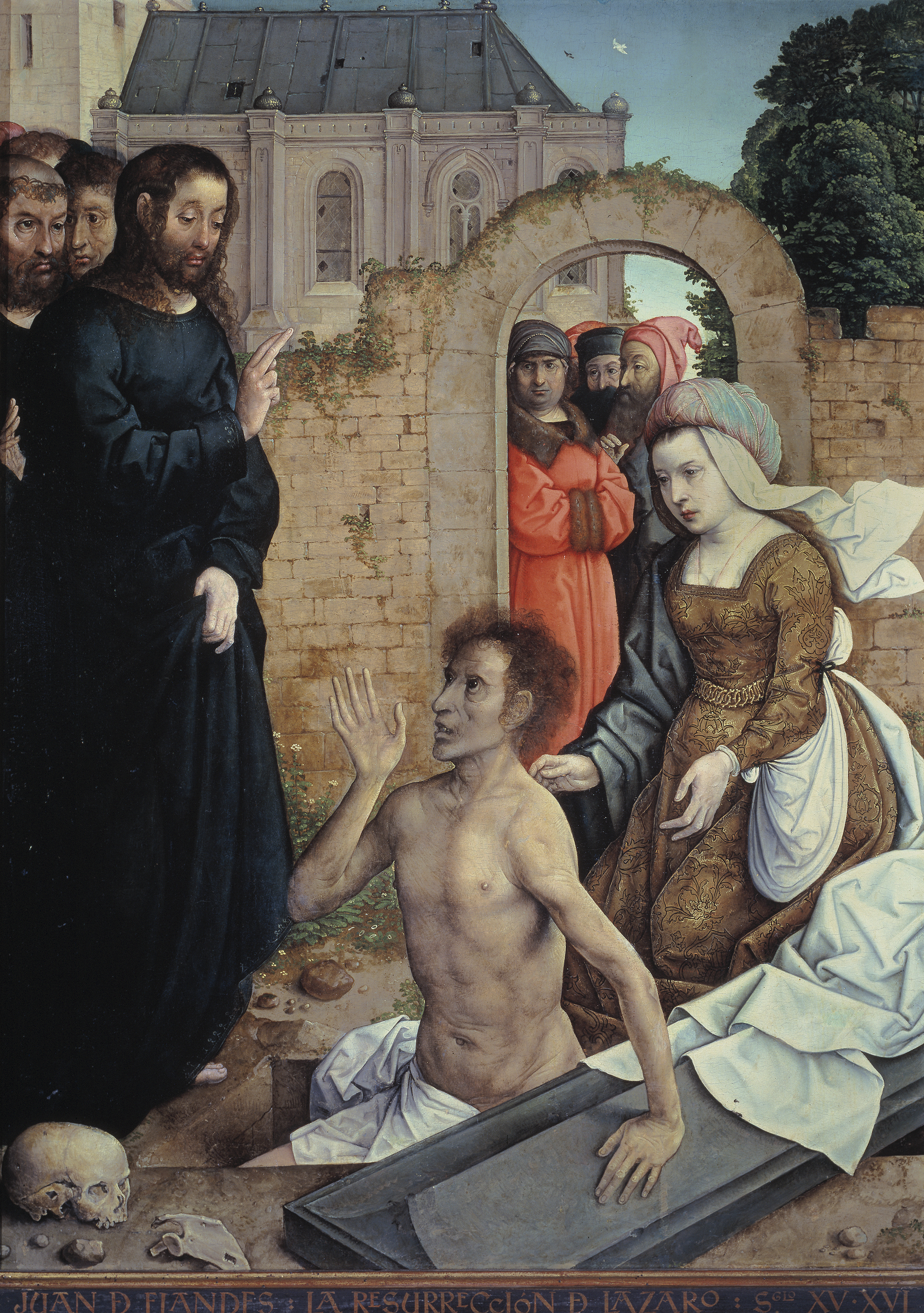
Resurrecció de Llàtzer, Museu del Prado, part d'un retaule d'una església de Palència.